# Сент-Джон (лунный кратер)
Кратер Сент-Джон (лат. St. John) — крупный древний ударный кратер в экваториальной области обратной стороны Луны. Название присвоено в честь американского астронома Чарлза Эдварда Сент-Джона (1857—1935) и утверждено Международным астрономическим союзом в 1970 г. Образование кратера относится к донектарскому периоду.

## Описание кратера
Ближайшими соседями кратера являются кратер Менделеев на западе-юго-западе; кратер Глаубер на западе; кратер Кольшюттер на северо-востоке; кратер Миллз на востоке-юго-востоке; кратер Гендерсон на юге-юго-востоке и кратер Шустер на юге-юго-западе. Селенографические координаты центра кратера 10°04′ с. ш. 149°59′ в. д. / 10,07° с. ш. 149,98° в. д., диаметр 66,7 км, глубина 2,75 км.
Кратер Сент-Джон имеет полигональную форму и значительно разрушен. Вал сглажен и трудно различим на фоне окружающего ландшафта, а сам кратер представляет собой лишь понижение местности. Дно чаши пересеченное, покрытое породами выброшенными при образовании кратера Менделеев, южнее центра чаши расположена короткая цепочка маленьких кратеров.

## Сателлитные кратеры
| Сент-Джон | Координаты                                              | Диаметр, км |
| --------- | ------------------------------------------------------- | ----------- |
| A         | 12°03′ с. ш. 150°24′ в. д. / 12,05° с. ш. 150,4° в. д.  | 17,6        |
| M         | 7°22′ с. ш. 150°01′ в. д. / 7,36° с. ш. 150,02° в. д.   | 14,4        |
| W         | 12°14′ с. ш. 147°02′ в. д. / 12,24° с. ш. 147,04° в. д. | 20,9        |
| X         | 13°46′ с. ш. 147°20′ в. д. / 13,76° с. ш. 147,34° в. д. | 31,2        |
| Y         | 13°32′ с. ш. 148°59′ в. д. / 13,54° с. ш. 148,99° в. д. | 22,9        |

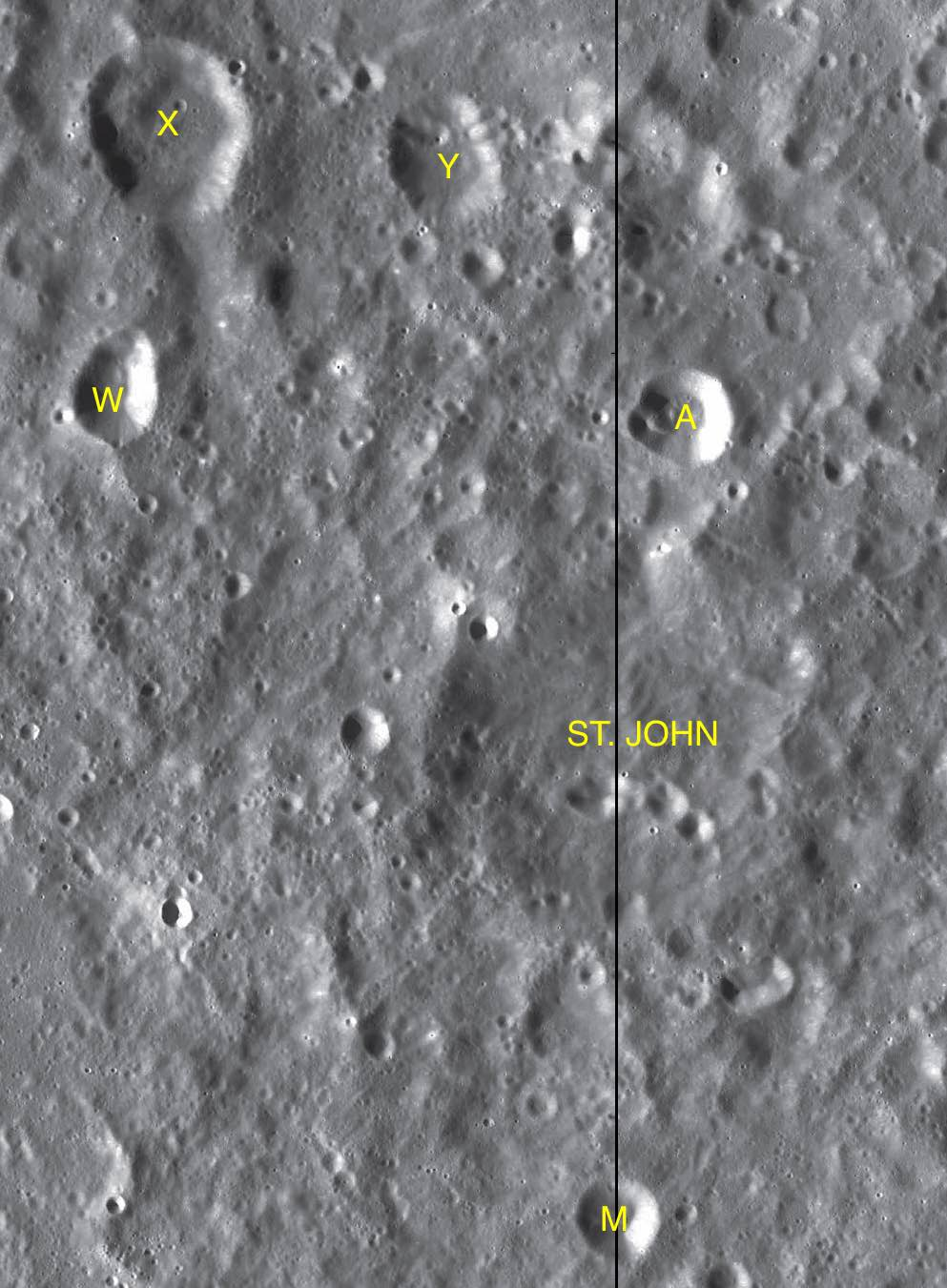
Фрагменты карт LAC-66, LAC-67.

- Образование сателлитных кратеров Сент-Джон W и X относится к раннеимбрийскому периоду[1].